# Кодахром (фільм)
«Кодахром» (англ. Kodachrome) — драматична стрічка 2017 року з Едом Гаррісом, Джейсоном Судейкісом й Елізабет Олсен у головних ролях.

## Сюжет
Після 10 років роботи продюсеру Метту Райдеру загрожує звільнення, оскільки останнім часом він приносить лише збитки. Одного дня від доглядальниці Зої чоловік дізнається, що його батько Бенжамін скоро помре та він хоче, щоб син відвіз його в Канзас в останню фотостудію, яка проявляла Kodachrome і мала закритися за кілька тижнів. Спочатку Метт відмовляється та звинувачує батька, що він кинув сім'ю, але менеджер Бена, Ларрі, пропонує вигідну умову: зустріч з популярним гуртом Spare 7's за поїздку. Повагавшись, він погоджується. Син з батьком і доглядальниця вирушають.
За ініціативою Бенжаміна троє заїжджають до його брата Діна. Метта дивує наскільки легко сприймають батька, навіть після його помилок. Наступного ранку Бена знаходять на підлозі. Отямившись, батько розчаровується тим, що у Метта не було сексу з доглядальницею. Отримавши спеціальні пропуски на концерт Spare 7's, Бен пропонує допомогу в підготовці до розмови з гуртом. На зустрічі продюсеру майже вдається схилити Spare 7's на контракт, але вони починають глузувати з батька. І Метт розуміє, які вони є, відмовляється з ними співпрацювати.
Зої не може зрозуміти ставлення Бена до сина після його вчинку, до того ж він її звільняє. Повідомлення про звільнення отримує й Метт. Після спільної ночі Метта та Зої, жінка відлітає. Метт знаходить батька у тяжкому стані в номері готелю. Його відправляють у лікарню. Бен зізнається, хоча він не був гарним батьком, але він любить його.
Наступного дня Метт викрадає батька з лікарні й вони їдуть у пункт призначення. Виявляється, що барвник для плівки Kodachrome закінчився, але власник фотостудії Двейн — давній знайомий, особисто взявся за роботу. Бена обступають його шанувальники, тоді син розуміє, який вплив мав батько. У готелі тато помирає. Наступного дня Метт отримує знімки та дивується, що на них маленький він, мама, батько. Приїздить Зої і вони дивляться фотографії разом.

## У ролях
| Актор            | Роль                 |
| ---------------- | -------------------- |
| Ед Гарріс        | Бенжамін Ашер Райдер |
| Джейсон Судейкіс | Метт Райдер          |
| Елізабет Олсен   | Зої Керн             |
| Брюс Грінвуд     | дядько Дін           |
| Венді Крюсон     | тітка Сара           |
| Денніс Гейсберт  | Ларрі                |
| Ґетін Ентоні     | Джаспер              |
| Білл Лейк        | Двейн                |

## Створення фільму

### Виробництво
Зйомки фільму проходили в Торонто, Канада.

### Знімальна група
- Кінорежисер — Марк Расо
- Сценарист — Джонатан Троппер
- Кінопродюсери — Леон Кларенс, Еллен Голдсміт-Вейн, Ден Левін, Шон Леві, Ерік Робінсон, Джонатан Троппер
- Композитор — Агата Каспар
- Кінооператор — Алан Пун
- Кіномонтаж — Геофф Ашенгерст
- Художник-постановник — Олег М. Савицький
- Артдиректор — Шеллі Сілвермен
- Художник-декоратор — Джо Сусін
- Художник з костюмів — Даяна Ірвін
- Підбір акторів — Джон Бахен, Джейсон Найт[1]

## Сприйняття
Фільм отримав переважно схвальні відгуки. На сайті Rotten Tomatoes оцінка стрічки становить 71 % на основі 41 відгук від критиків (середня оцінка 6,2/10) і 70 % від глядачів із середньою оцінкою 3,7/5 (453 голоси). Фільму зарахований «стиглий помідор» від кінокритиків та «попкорн» від глядачів, Internet Movie Database — 6,8/10 (5 880 голосів), Metacritic — 57/100 (17 відгуків критиків) і 8,0/10 (10 відгуків від глядачів).